# Анна Каренина (телесериал, 2013)
«Анна Каренина» — мини-сериал 2013 года в двух частях от канадского режиссёра Кристина Дюгея. Экранизация одноимённого романа Льва Николаевича Толстого. Сериал — продукт совместно производства Италии (Lux Vide), Германии (Betafilm), Испании (Telecinco Cinema) и Франции (Pampa Productions). Главную роль исполнила итальянская актриса Виттория Пуччини. Премьера на европейских телеэкранах состоялась 2 декабря 2013 года.

## Сюжет
Вторая половина XIX века. Замужняя дворянка Анна Каренина едет на поезде из Петербурга в Москву, чтобы помочь установить мир в семье брата Стивы Облонского. На балу она встречает офицера Алексея Вронского, с которым познакомилась, прибыв в Москву. Он нравится родственнице Карениной — юной Кити Щербацкой, которая потому отказывает своему кавалеру Константину Левину. Вспыхнувшая любовь Вронского и Карениной становится началом истории противостояния нравам и порядкам высшего общества, метаний между желаниями и честью.

## Съёмки
Съёмки натурных сцен проходили в октябре-декабре 2012 года в исторических местах Литвы. В производстве мини-сериала было задействовано 2000 статистов, 100 лошадей, 30 вагонов, 50 самых красивых исторических дворцов аристократии Прибалтики, 1200 костюмов, 7 тонн искусственного снега (до появления настоящего).
На съёмках у исполнительницы главной роли Виттории Пуччини и оператора Фабрицио Луччи завязался роман.

### В главных ролях
- Виттория Пуччини —  Анна Аркадьевна Каренина (Облонская)
- Сантьяго Кабрера — Алексей Кириллович Вронский, граф, полковник
- Беньямин Задлер — Алексей Александрович Каренин, муж Анны
- Анхела Молина — графиня Вронская
- Лу де Лааж — Екатерина Александровна Щербацкая (Кити), позже — жена Лёвина, сестра Долли
- Макс фон Тун — Константин Дмитриевич Лёвин
- Карлотта Натоли — княгиня Долли (Дарья Александровна) Облонская, жена Стивы Облонского
- Пьетро Сермонти — князь Степан Аркадьевич («Стива») Облонский, брат Анны Карениной
- Леа Боско — Бетси (Елизавета Фёдоровна) Тверская (Вронская), княгиня, кузина Алексея Кирилловича, жена кузена Анны Карениной (Облонской)
- Сидни Ром — княгиня Щербацкая
- Дилан Пирс — Серёжа, сын Анны Аркадьевны и Алексея Александровича Карениных

## Награды
- Анна Каренина (телесериал, 2013) участвовал в 2014 году в Premio Berenice и получил награду за Лучшие костюмы (Best Costumes in Fiction — Enrica Biscossi (costume designer)).[7]